# 노동자 인터내셔널 위원회

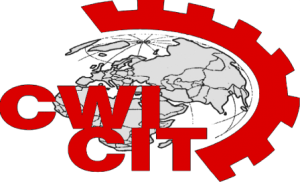

노동자 인터내셔널 위원회(Committee for a Workers' International, CWI)는 1974년 창립된 트로츠키주의 정당들의 국제 협회이다. 위원회에 속한 주요 정당으로는 잉글랜드, 웨일즈 사회당, 아일랜드 사회당, 호주 사회당, 나이지리아의 민주적 사회주의 운동 등이 있다. 그 외에 미국, 캐나다, 스웨덴, 독일 등지에 사회주의 대안(Socialist Alternative)라는 이름이 정당을 운영하고 있다.
현재 CWI는 트로츠키주의 조직 중 제4인터내셔널 다음으로 큰 세력을 가진 것으로 알려져 있다.

## 역사
CWI는 1974년에 밀리턴트 경향(Militant Tendency)을 기반으로 하여 창립되었다. 당시 CWI의 주요 전략은 각국의 노동당이나 사회민주주의 정당에 참여하여 세력을 얻는 참가주의(entryism)였다.
CWI가 참가주의 전략을 포기한 때는 1990년대 초이다. 이들은 영국 노동당을 비롯하여 자신들이 참여하고 있던 좌파 정당들이 좌파로서의 의미를 상실하고 자본가 정당이 되었다고 주장하였다. 밀리턴트의 창시자 테드 그랜트는 이러한 방향 선회에 반대하였지만, 이러한 전략은 유지되었다. 이후 테드 그랜트와 그의 지지자들은 국제 마르크스주의자 경향을 창립한다.
그랜트가 보기에 CWI는 대중적인 노동자 계급의 정당을 무시하고 있었다. 그는 기존의 참가주의적 전략의 성공의 사례로 대중적 노동자 계급 정당인 영국 노동당을 통해 영국 하원 의원이 된 데이브 넬리스트 등 3인의 사례를 들었다. 반면에 CWI의 입장을 지지하는 사람들은, 노동당의 지도자 닐 키녹이 노동당 내의 트로츠키주의적인 움직임을 반대한 사례와, 노동당의 정책 자체가 사회주의 지향적이지 않음을 지적했다. 당시 닐 키녹은 CWI의 회원이었던 테리 필즈와 데이브 넬리스트의 의원직을 박탈하였다.
이상의 토론의 결과 CWI는 영국 노동당으로의 참가주의를 철회하였다. 이후 CWI의 영향력은 약간 감소하였으며, 테드 그랜트와 그 지지자들의 이탈이 있었지만, 이들은 여전히 강력한 트로츠키주의 그룹으로 남아 있다.

## 같이 보기
- 혁명적 사회주의